# العلاقات السريلانكية الليختنشتانية
العلاقات السريلانكية الليختنشتانية هي العلاقات الثنائية التي تجمع بين سريلانكا وليختنشتاين.

## مقارنة بين البلدين
هذه مقارنة عامة ومرجعية للدولتين:
| وجه المقارنة                                              | سريلانكا                         | ليختنشتاين                                 |
| --------------------------------------------------------- | -------------------------------- | ------------------------------------------ |
| المساحة (كم2)                                             | 65.61 ألف                        | 16                                         |
| عدد السكان (نسمة)                                         | 21.44 مليون                      | 37.47 ألف                                  |
| الكثافة السكانية (ن./كم²)                                 | 326.78                           | 234.19 ألف                                 |
| العاصمة                                                   | سري جاياواردنابورا كوتي، كولمبو  | فادوتس                                     |
| اللغة الرسمية                                             | اللغة السنهالية، اللغة التاميلية | اللغة الألمانية                            |
| العملة                                                    | روبية سريلانكي                   | فرنك سويسري                                |
| الناتج المحلي الإجمالي (بليون دولار)                      | 87.17 مليار                      | 6.29 مليار                                 |
| الناتج المحلي الإجمالي (تعادل القوة الشرائية) بليون دولار | 246.62 مليار                     |                                            |
| الناتج المحلي الإجمالي الاسمي للفرد دولار أمريكي          | 3.93 ألف                         |                                            |
| الناتج المحلي الإجمالي للفرد دولار أمريكي                 | 11.11 ألف                        |                                            |
| مؤشر التنمية البشرية                                      | 0.757                            | 0.908                                      |
| رمز المكالمات الدولي                                      | +94                              | +423                                       |
| رمز الإنترنت                                              | .lk،                             | .li                                        |
| المنطقة الزمنية                                           | ت ع م+05:30                      | توقيت وسط أوروبا، ت ع م+01:00، ت ع م+02:00 |

## منظمات دولية مشتركة
يشترك البلدان في عضوية مجموعة من المنظمات الدولية، منها:
| علم المنظمة | اسم المنظمة                   | تاريخ انضمام سريلانكا | تاريخ انضمام ليختنشتاين |
| ----------- | ----------------------------- | --------------------- | ----------------------- |
|             | الاتحاد البريدي العالمي       | ?                     | ?                       |
|             | الاتحاد الدولي للاتصالات      | 1897                  | 25 يوليو 1963           |
|             | منظمة حظر الأسلحة الكيميائية  | ?                     | ?                       |
|             | منظمة التجارة العالمية        | ?                     | ?                       |
|             | منظمة الشرطة الجنائية الدولية | ?                     | ?                       |
|             | الأمم المتحدة                 | 14 ديسمبر 1955        | 18 سبتمبر 1990          |

## وصلات خارجية
- موقع وزارة الخارجية السريلانكية